# Mokrsko Górne
Mokrsko Górne – wieś w Polsce położona w województwie świętokrzyskim, w powiecie jędrzejowskim, w gminie Sobków. Ma status sołectwa. Leży na prawym brzegu Nidy.
W latach 1975–1998 miejscowość administracyjnie należała do województwa kieleckiego.

## Historia
W XV w. wraz z sąsiednim Mokrskiem Dolnym wieś była własnością kanonika krakowskiego Dziewisza. W XVI w. wojewoda krakowski Piotr Kmita wzniósł tu lub przebudował dawniejszy zamek w stylu gotyckim z elementami renesansowymi.
Według spisu z 1827 r. Mokrsko Górne miało 22 domy i 116 mieszkańców.

## Zabytki
- Ruiny późnogotyckiego zamku wzniesionego w latach 1519–1526 przez marszałka wielkiego koronnego Piotra Kmitę. Jednak w źródle z 1428 r. wspomniano o superiori castro in silva iacente dicto wulgariter[8], a więc już wcześniej, tj. w czasach Andrzeja Mokrskiego, musiała tu istnieć siedziba obronna. Zamek Mokrsko był rozbudowywany pod koniec XVI i w XVII wieku. W XVIII w. popadł w ruinę. Zbudowany był na planie zbliżonym do prostokąta. W jego zachodniej części znajdował się budynek mieszkalny o czterech kondygnacjach oraz 300 m² powierzchni. Na najwyższej kondygnacji znajdowały się prawdopodobnie sale reprezentacyjne. W południowej części zamku ulokowana była wieża bramna. Dziedziniec otoczony był murem obronnym z gankiem straży ze strzelnicami i miał powierzchnię ok. 750 m². Zamek otoczony był fosą. Ruiny zamku wraz z otaczającym je terenem zostały wpisane do rejestru zabytków nieruchomych (nr rej.: A.157/1-2 z 4.06.1947 i z 8.05.1971)[9].